# The Southern Cross (Argentina)

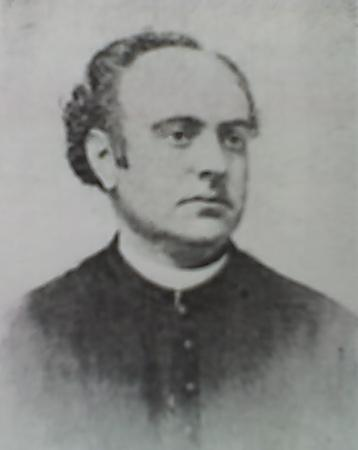
Patrick Joseph Dillon

The Southern Cross (en español: La Cruz del Sur) es un periódico argentino en idioma inglés, fundado el 16 de enero de 1875 por Patrick Joseph Dillon, un sacerdote católico, editor y político irlandés.
Dillon, nacido en Tuam, en el condado de Galway, Irlanda, se radicó en Argentina, donde desarrolló una destacada labor tanto religiosa como política. Fue diputado por la provincia de Buenos Aires, presidió la Comisión de Asuntos Presidenciales de la Legislatura y fue uno de los legisladores que propusieron la federalización de la ciudad de Buenos Aires.
El periódico fue la primera publicación íntegramente católica en inglés en Buenos Aires. Desde sus inicios, The Southern Cross se constituyó en un medio de referencia para la comunidad irlandesa en Argentina, contribuyendo a preservar su identidad cultural y religiosa. Actualmente, se publica de forma mensual y puede descargarse en línea a través de su sitio web oficial. 
Es editado por la Editorial Irlandesa S.A., y entre sus contenidos incluye una guía básica del idioma irlandés, orientada a fortalecer el vínculo cultural de los argentinos de ascendencia irlandesa con sus raíces. 